# Силларт, Юри
Юри (Юрий) Александрович Силларт (эст. Juri Sillart; 29 мая 1943, Таллин — 10 сентября 2011, Таллин) — советский кинооператор киностудии «Таллиннфильм», эстонский педагог. Заслуженный деятель искусств Эстонской ССР (1980). Дважды лауреат Всесоюзного кинофестиваля  (1978, 1981).

## Биография
Родился в 1943 году в Таллине в семье инженера связи.
В 1970 году в Москве окончил операторский факультет ВГИКа (мастерская А. Гальперина).
В 1970—1971 годах — оператор Гостелерадио ЭССР.
В 1971—1994 годах -оператор-постановщик киностудии «Таллиннфильм».
Дебютировал как оператор художественного кино в фильме 1973 года «Огонь в ночи», затем был оператором дюжины фильмов.
В 1979 году на XI-м Всесоюзном кинофестивале получил приз за лучшую операторскую работу (за фильме Цену смерти спроси у мёртвых).
В 1981 году на XIV Всесоюзном кинофестивале получил приз за лучшую операторскую работу (за фильм «Лесные фиалки»).
В 1980 году присвоено звание Заслуженный деятель искусств Эстонской ССР.

Для лучших работ Силларта характерны экспрессивная драматургия цвета, умелое использование техничесикх приёмов.— Кино: Энциклопедический словарь / Гл. ред. С. И. Юткевич. — М.: Советская энциклопедия, 1987.- 640 с.

Оператор Юри Силларт использовал в своих фильмах изысканный киноязык.— Эстония. Энциклопедический справочник / Гл. ред. Аасмяэ Х. — Таллинн: Изд-во Эстонской энциклопедии, 2008. — 766 с. — с. 713
После распада СССР и прекращения работы киностудии в художественном кино не работал.
С 1997 года — продюсер и режиссер собственной студии «Kairiin OÜ», снял с десяток документальных проектов.
С 1996 года работал преподавателем Таллиннского педагогического университета, с 2004 года был заведующим кафедрой кино и видео, основанной в университете по его инициативе.
В 2001 году за заслуги в области кинематографии награждён Орденом Белой звезды V класса.
Умер в 2011 году в Таллине, похоронен на Лесном кладбище.

## Фильмография
Оператор:
- 1973 — Огонь в ночи
- 1975 — Бриллианты для диктатуры пролетариата
- 1976 — Время жить, время любить
- 1977 — Цену смерти спроси у мёртвых
- 1979 — Отель «У погибшего альпиниста»
- 1980 — Лесные фиалки
- 1981 — Суровое море
- 1983 — Искатель приключений
- 1984 — Реквием
- 1985 — Свора
- 1986 — Через сто лет в мае
- 1988 — Украденное свидание

Режиссёр:
- 1989 — Подъём
- 1991 — Дети солнца